# 明治の森箕面国定公園
明治の森箕面国定公園（めいじのもりみのおこくていこうえん）は、大阪府の箕面山周辺に位置する国定公園である。

## 概要
明治の森箕面国定公園は、明治百年記念事業の1つとして、東京都八王子市にある明治の森高尾国定公園とともに1967年（昭和42年）12月11日に国定公園に指定された。箕面山の山麓に広がる、大阪府営箕面公園とその周辺の山林を合わせて963haが指定されている。公園の立地は大阪市近郊の箕面市北部の低山岳地帯（標高100m-600m）に当たり、この一帯は丘陵性の山地で地質はおおむね古生層だが、一部には花崗岩や石英閃緑岩が露出している。そこは、およそ1,300種の植物と3,500種の昆虫、数多くの野鳥、哺乳動物、両生・爬虫類、魚類などの棲息する自然の宝庫である。当公園が東海自然歩道の終点（起点）である。
当公園は、年間200万人以上が訪れる北摂屈指の観光地となっており、公園に至る遊歩道「滝道」沿いにはレストラン、カフェ、旅館、土産物店が集積する。

## 名所・旧跡
滝道沿いに、瀧安寺、唐人戻岩、姫岩、箕面滝などの名所が点在する。最奥に位置する日本の滝百選にも選ばれる箕面滝は、空海、瀧安寺を建立したとも伝えられる役行者、日蓮、蓮如なども修行を行った、山岳修業の霊地としても古くから知られてきた。奈良時代からの古刹である勝尾寺付近には開成皇子の墓などの史跡があり、日本最古の町石（塔婆）や八天の石蔵など豊かな文化財を有する地域である。

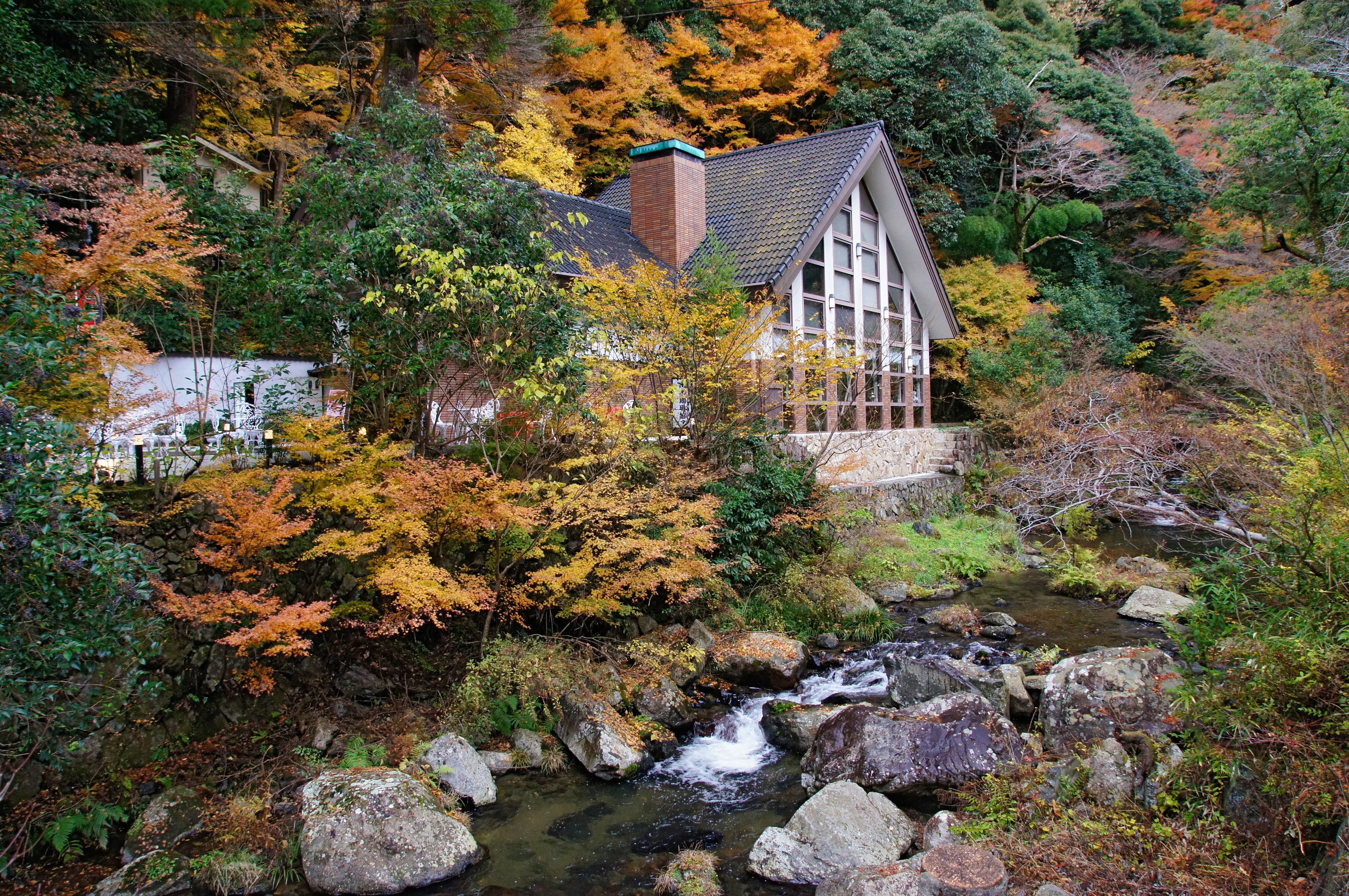
滝道沿いの渓流とCafé
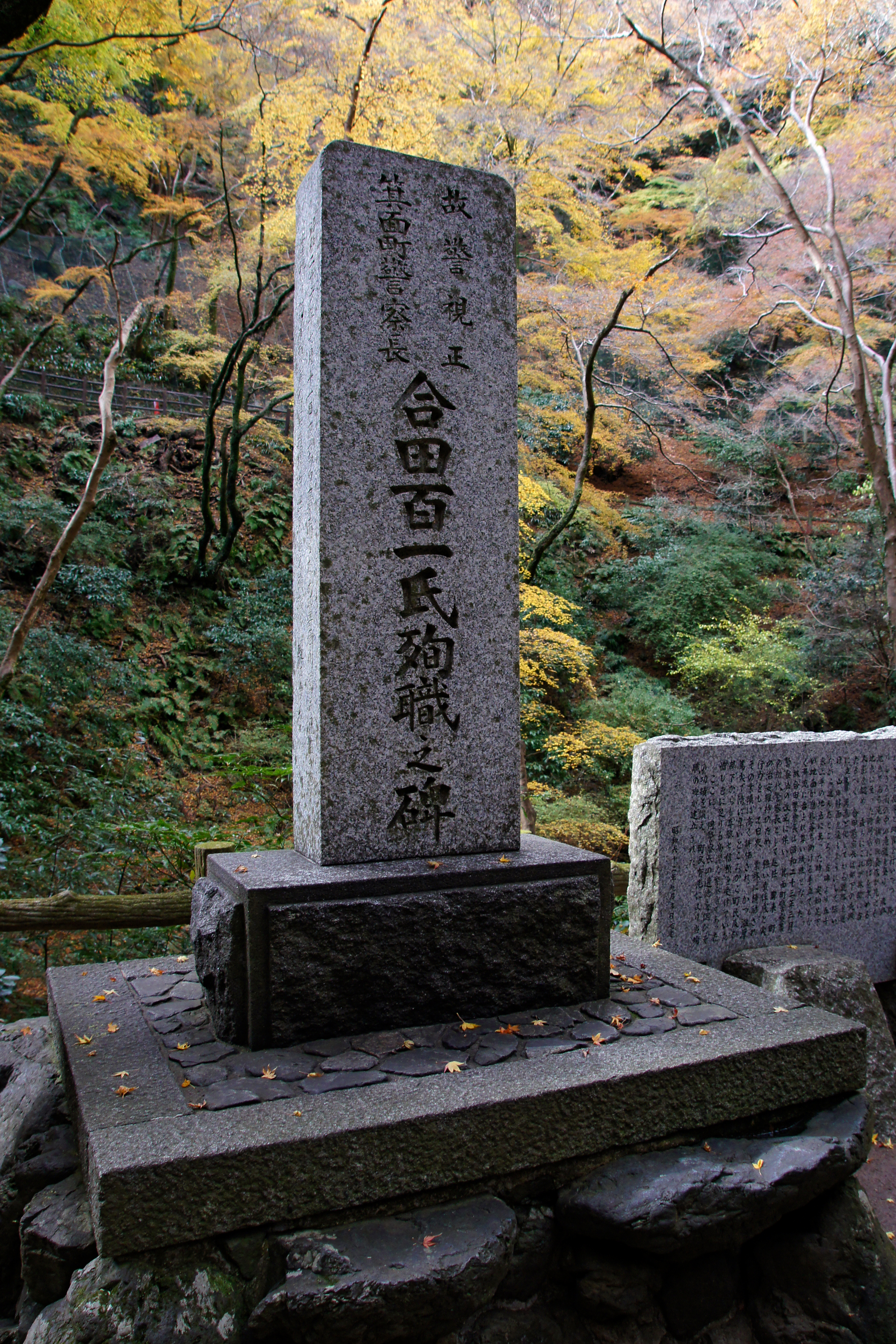
合田百一氏殉職之碑
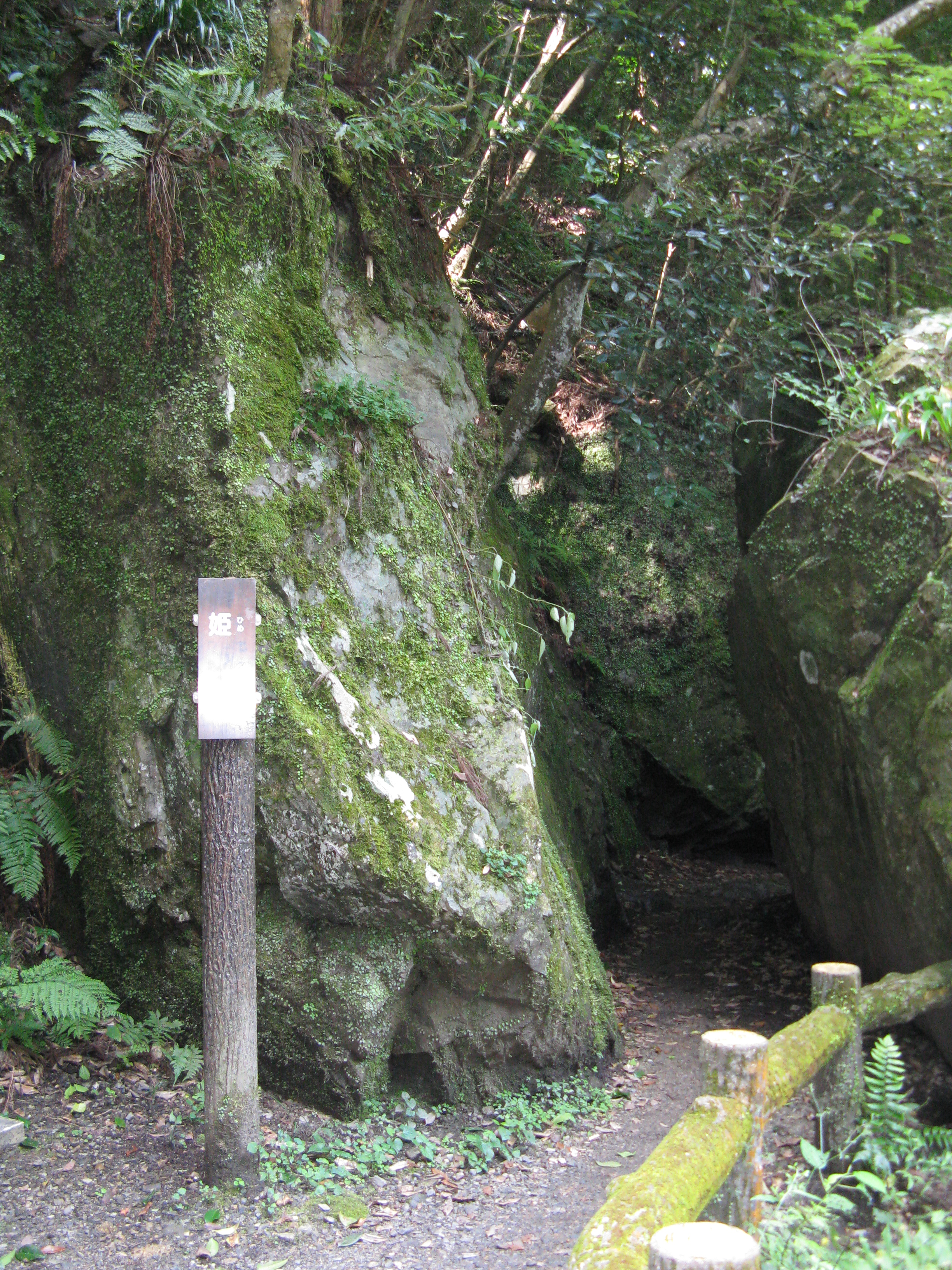
姫岩
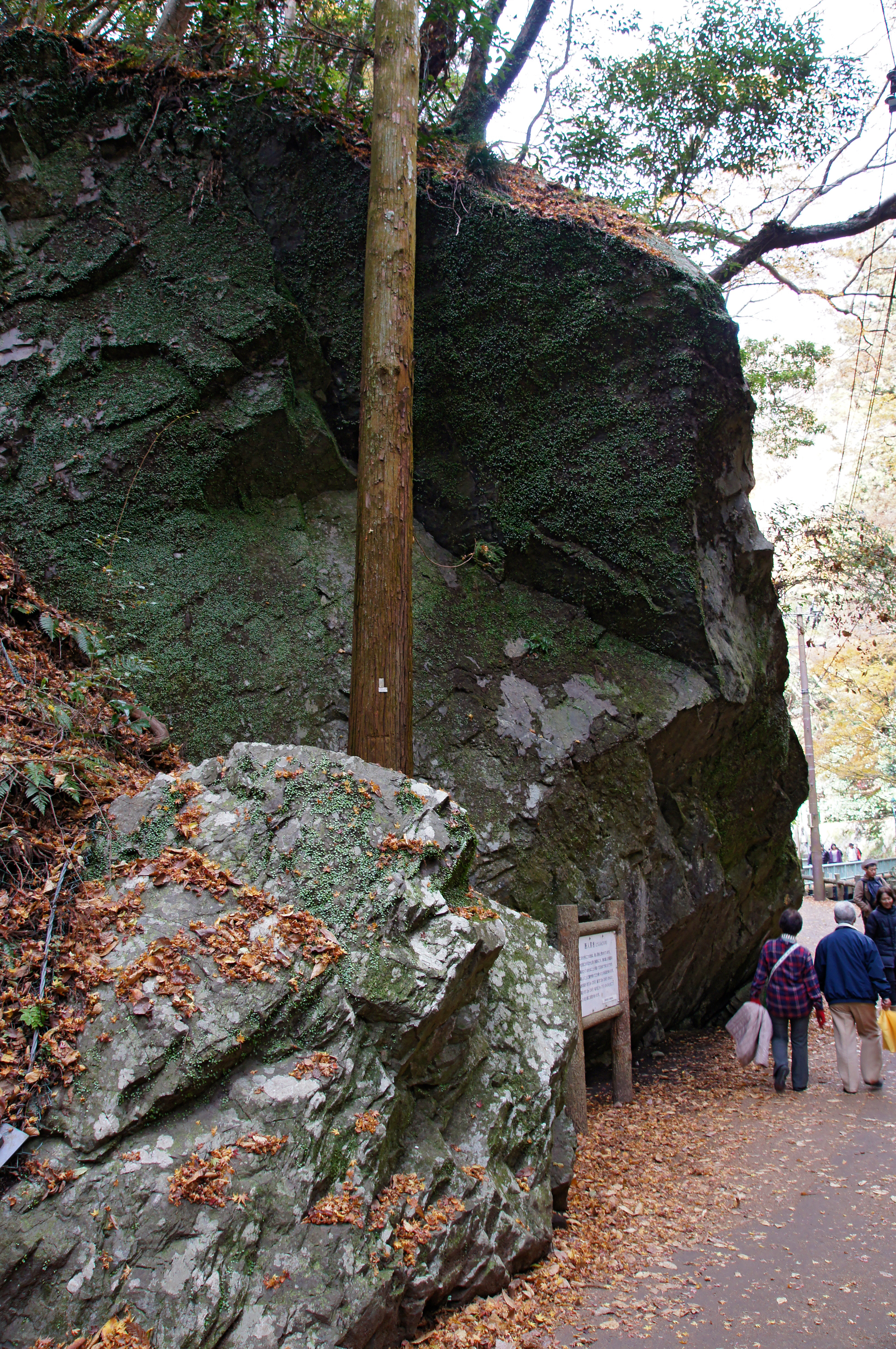
唐人戻岩

## 天然記念物
- 箕面山サル生息地 - 観光客らの菓子や弁当などによる餌付けが問題となっている[6]。

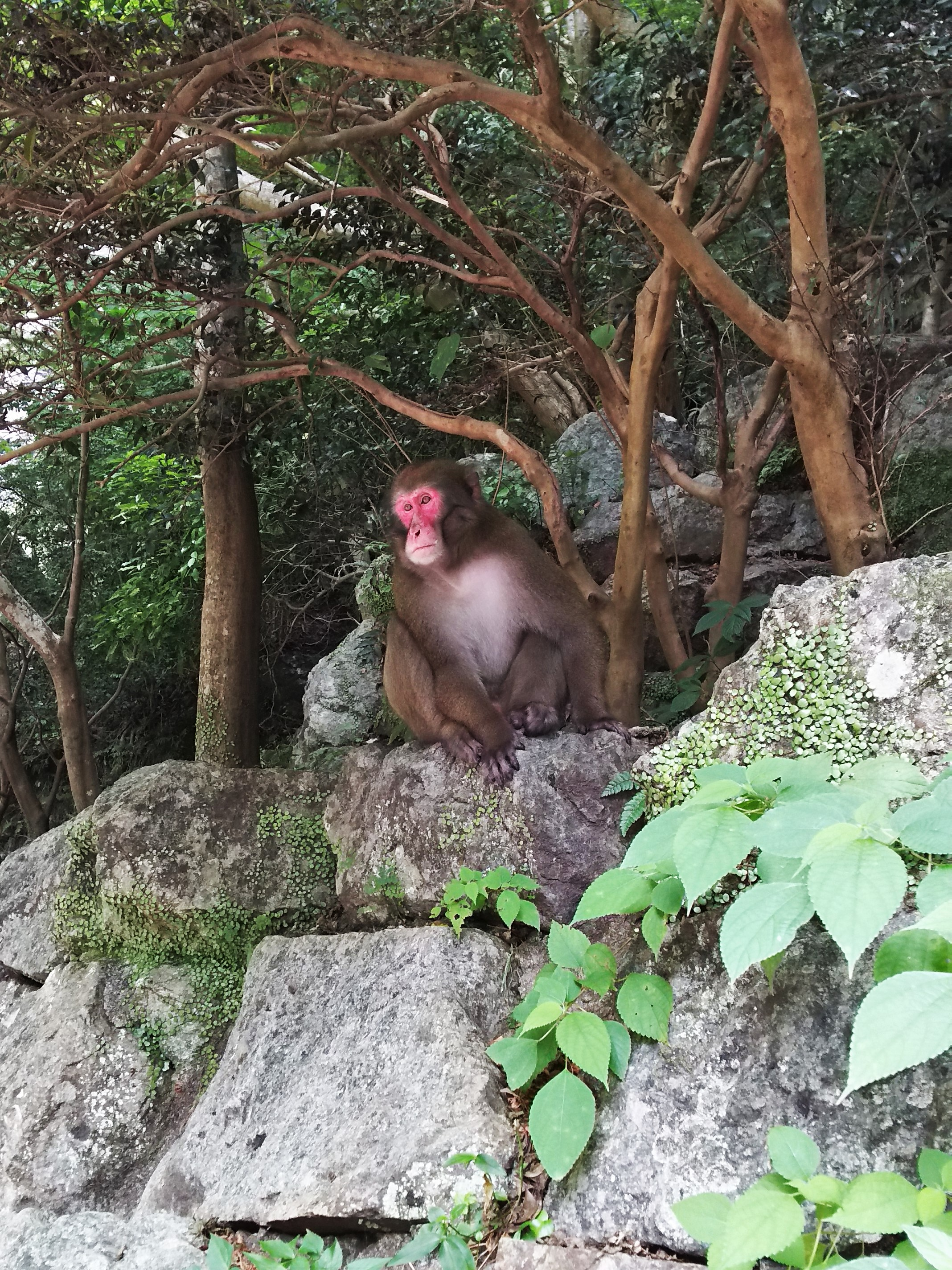
箕面滝付近に出没した野生のニホンザル

## 交通アクセス
- 阪急箕面線箕面駅から北へ徒歩1分で滝道入口